# Sasha Mäkilä
Sasha Aleksi Mäkilä (19 giugno 1973) è un direttore d'orchestra finlandese.
È Vice Direttore dell'Orchestra di Cleveland.
Dal 2007 al 2010 Mäkilä lavorato come assistente del direttore di Kurt Masur nelle Orchestre national de France.